# Palm pre
Palm Pre (пишеться palm prē, від англ. pre- «перед -») з кодовою назвою Castle  — мультимедійний смартфон з мультисенсорним дисплеєм і висувною клавіатурою, розроблений компанією Palm. Комунікатор став першим з лінійки пристроїв компанії, що базується, на операційній системі webOS, яка своєю чергою, заснована на Linux. Функціональність Pre містить: камерафон, портативний медіа-плеєр, GPS-навігатор, персональний інформаційний менеджер і з'єднання по Bluetooth і Wi-Fi.. 
Pre був представлений 6 червня 2009 в мережі північноамериканського оператора Sprint, а пізніше у канадського Bell. GSM-версія оригінальної моделі Pre була представлена пізніше у 2009 році в різних мережах Європи та Мексики. Оновлена модель Palm Pre Plus, з подвоєним об'ємом ОЗП і внутрішнього сховища, була представлена 25 січня 2010 року в мережі оператора Verizon Wireless. 15 травня 2010 року GSM-версія Palm Pre Plus представлена в мережі північноамериканського оператора AT&T Mobility. Palm Pre став найшвидшим продаваним телефоном в історії Sprint, і він отримав широкий розголос. Третє покоління Palm pre, Palm pre 2, яке використовує HP webOS 2.0, було анонсовано в жовтні 2010 року.

## Історія й випуск
Apple звинуватила Pre в копіюванні елементів користувальницького інтерфейсу, при цьому головний виконавчий директор Apple Тім Кук заявив, що «ми не будемо терпіти, коли люди обкрадають наші IP», а Palm відповів, що вони «мають інструменти, необхідні для захисту [самих себе]», натякаючи на великий портфель патентів Palm.
19 травня 2009 року Sprint і Palm оголосили, що Pre буде доступний з 6 червня 2009 року.
28 травня 2009 року Verizon Wireless оголосила, що також буде випускати Palm Pre «приблизно за шість місяців». Пізніший коментар представника Sprint вказав, що компанія матиме ексклюзивні права у США на Pre «до 2009 року». Генеральний директор Sprint Даніель Хессе прокоментував, що його компанія і Palm погодилися не обговорювати термін угоди про ексклюзивність, але зауважив, що «це не шість місяців».
7 липня 2009 року Telefónica оголосила, що вони будуть перевозити Palm Pre виключно у Великобританію, Іспанію, Ірландію та Німеччину в своїх мережах O2 і Movistar, які будуть доступні «до зимових канікул».
27 липня 2009 року, під час конференц-дзвінка компанії в другому кварталі, головний операційний директор Verizon Денні Стрігл оголосив, що Verizon Wireless почне продавати Palm Pre на початку 2010 року.
У новинах про випуск зазначається, що кількість продажів була рекордною для будь-якого випуску телефону Sprint, і, за оцінками, продажі становили приблизно 50 000 одиниць за день і до 100 000 за тиждень. Однак у звітах зазначено, що продажі Pre в липні та на початку серпня були набагато нижчими, ніж очікувалося.
11 листопада 2009 року Palm оголосила, що Pre буде доступна в Мексиці, назвавши Telcel ексклюзивним перевізником для Pre в країні. Продажі в Мексиці почалися 27 листопада.

### Pre Plus
На виставці CES 2010 була анонсована нова версія смартфона Palm Pre Plus. Відмінності включали видалення центральної кнопки, 16 ГБ пам’яті (8 ГБ на оригінальному Pre), подвоєння оперативної пам’яті з 256 МБ до 512 МБ, а задня кришка тепер уже сумісна з Touchstone. Клавіатура та механізм повзунка також були вдосконалені. У США він спочатку продавався виключно разом з Pixi Plus від Verizon Wireless. 22 березня 2010 року Palm оголосила, що випустить Pre Plus і Pixi Plus в мережі AT&T в найближчі місяці. O2 випустив Palm Pre Plus 16 травня 2010 року за 149,99 доларів США з безкоштовним зарядним пристроєм Touchstone для нових клієнтів.

## Зовнішній вигляд

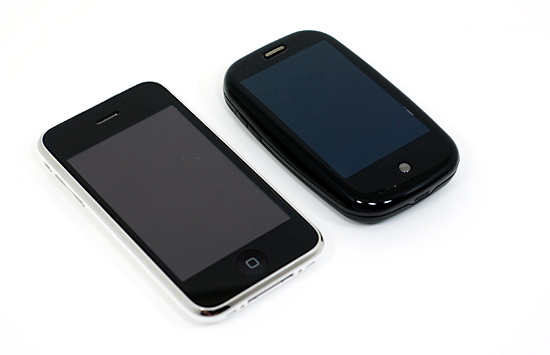
Palm Pre та Iphone

Palm Pre по загальній конструкції (без урахування висувної клавіатури), дуже схожий на iPhone. Він коли «закритий» (слайдер складений) — є лише 4 кнопки (якщо рахувати кнопки збільшення/зменшення гучності, окремо тоді, 5). У верхній частині пристрою розташовується перемикач режиму дзвінка (безшумний або звичайний режим), поряд кнопка блокування/розблокування пристрою, і 3,5 мм роз'єм для навушників. З лівого боку Pre знаходяться клавіші збільшення та зменшення гучності. На лицьовій частині, внизу, розташована кнопка повернення в головне меню (Home button), а зверху розмовний динамік разом із датчиками, які там вбудовані. На правій стороні  — microUSB роз'єм для зарядки та синхронізації пристрою, який розташований на екранній половині пристрою, прикритий заглушкою. Слайдер висувається вверх, висувна клавіатура, містить в собі 4 рядну QWERTY клавіатуру, яка має гумове покриття. Задня кришка, виготовлена із глянцевого пластику як і весь телефон, заокруглена по краях. ЇЇ можна зняти, але для того, щоб вставити mini-SIM-карту, потрібно витягнути акумулятор. Повертаючись до задньої панелі, то по центрі вигравіюваний логотип Palm, зверху у лівому куті камера, над нею світлодіодний спалах, а у протилежному куті, зліва решітка основного динаміка. При висуванні клавіатури, верхня частина телефону має дзеркальне покриття. 

## Характеристика смартфону

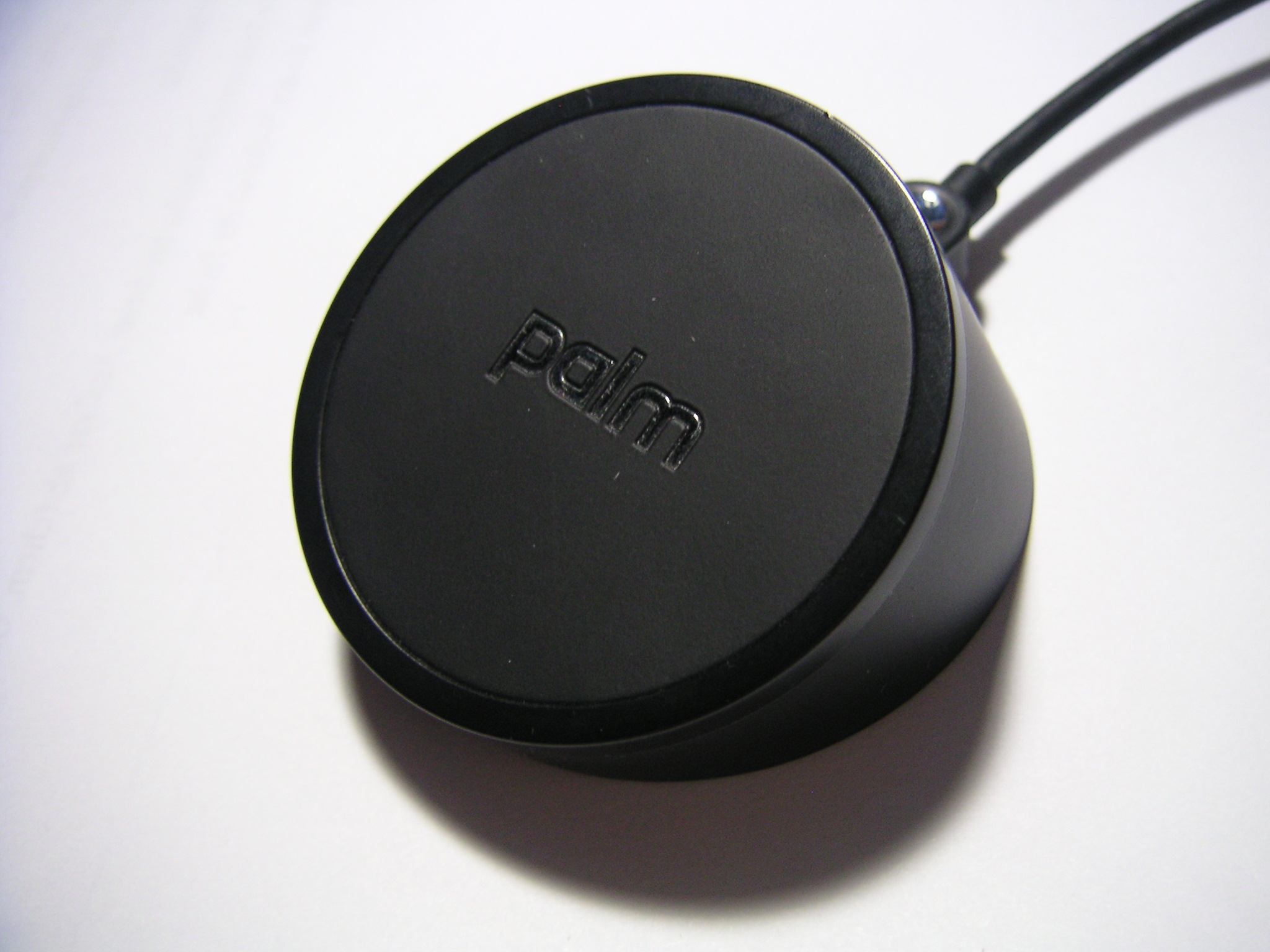
Touchstone Charger, підключений за допомогою кабелю microUSB для живлення

Смартфон працює на базі процесора Texas Instruments OMAP 3430, що працює із тактовою частотою 500 МГц (попри те що сам процесор, може працювати з частотою 600 МГц), 256 МБ оперативної пам’яті й використовує графічний процесор PowerVR SGX для обробки графіки. 
Пристрій також має внутрішню пам’ять об’ємом 8 ГБ, без можливості її розширення за допомогою картки пам'яті. Апарат оснащений 3,1-дюймовим (79 мм відповідно) екраном із розширенням 320 x 480 пікселів, зі щільністю пікселів 186 ppi, що виконаний за технологією TFT. Він підтримує мультитач і здатний зображати 24-бітну палітру (16 777 216 кольорів). 
У комунікатор вбудовано 3,15-мегапіксельну основну камеру, що може знімати відео у форматі 320 x 480p із частотою 30 кадрів на секунду, при умові якщо встановити неофіційну програму, оскільки додаток камери, дозволяє лише фотографувати. 
Для зарядки та передачі даних Pre використовує роз’єм microUSB з підтримкою USB 2.0, а аудіовихід підтримується стандартний 3,5 мм роз’єм для навушників. Бездротові модулі включають Wi-Fi 802.11 b/g) і Bluetooth 2.1 з підтримкою стереогарнітур A2DP. Також включено A-GPS з підтримкою покрокової навігації, хоча доступ до функцій aGPS залишається заблокованим для користувачів Verizon Wireless. Pre доступний з високошвидкісним підключенням через EVDO Rev. A або UMTS HSDPA, залежно від місця розташування. Хоча телефон повідомляє про підтримку протоколу Bluetooth DUN, Sprint не дозволив використовувати Pre в режимі тетеренгу (або «Телефон як модем»). Verizon підтримує модем через свою мобільну точку доступу. Але «homebrew спільнота» має багато «патчів» і програм, які дозволяють змінювати налаштування Pre, один з них включає безкоштовну програму точки доступу для користувачів Sprint.
Весь апарат працює від змінного Li-ion акумулятора ємністю 1150 мА·г, що може пропрацювати у режимі очікування 300 годин (12,5 дня), у режимі розмови — 5 годин, і важить 133 грам. Pre можна заряджати або за допомогою комплектного кабелю microUSB, або за допомогою додаткового аксесуара для бездротової зарядки, власної зарядної док-станції з електромагнітною індукцією, який називається «Touchstone Charger». Для Touchstone Charger потрібна сумісна задня кришка, яка продавалася окремо від Pre, але включена в наступні моделі.

## Програмне забезпечення

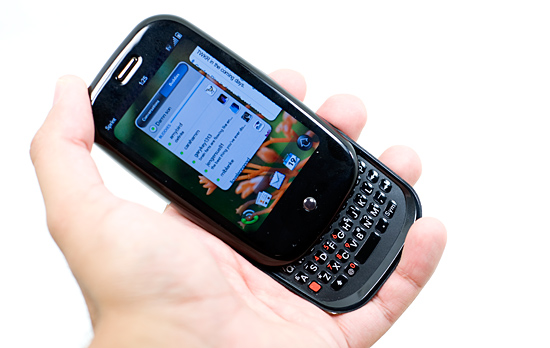
Включений Palm pre з висуненою клавіатурою, який працює на webOS

### Інтерфейс
Інтерфейс webOS заснований на системі «карт», що використовуються для управління багатозадачністю. webOS також підтримує мультисенсорні жести, що дозволяє вводити більшість навігаційних даних за допомогою сенсорного екрана. Pre не включає віртуальну клавіатуру, оскільки в нього вбудовано портретно-орієнтовану висувну клавіатуру. Екранна віртуальна клавіатура вбудована в код і може бути доступна через виправлення від третьої сторони.

### Synergy
webOS включає функцію під назвою Synergy, яка інтегрує інформацію з багатьох джерел. webOS дозволяє користувачеві входити в облікові записи Gmail, Yahoo!, Facebook, LinkedIn, і Microsoft Outlook (через Exchange ActiveSync). Контакти з усіх джерел потім об’єднуються в єдиний список. Synergy був надзвичайно інноваційним, і багато хто вважав його яскравим моментом нової операційної системи, але отримав певну критику за невибагливість у тому, що вона включає в програму контактів. Наприклад, Engadget прокоментував, що у нього є контакти, які були просто днями народження, витягнутими з Facebook.

### Синхронізація
Пристрій використовує модель хмарних сервісів, але не використовує клієнта синхронізації з комп'ютером (у стилі методу синхронізації Palm HotSync).
Однак Palm посилалася на ряд рішень для користувачів, яким потрібно синхронізуватися зі своїм настільним програмним забезпеченням, таким як Palm Desktop, Microsoft Outlook, або IBM Lotus Notes. Крім того, Mark/Space, Inc. анонсувала програмне забезпечення для синхронізації з комп'ютером Macintosh, а також Chapura схоже програмне забезпечення для Windows. Palm пропонувала у свій час онлайн-довідник, щоб допомогти клієнтам.

### Збір інформації
За словами колишнього розробника Debian, Джоуї Гесса, Palm Pre періодично надсилає інформацію користувачів до Palm. Palm використовувала інформацію GPS користувачів, а також дані про кожну використану програму та про те, як довго вона використовувалася. Ця інформація завантажувалась на Palm щодня.

## Критика
Коли Pre було представлено в січні 2009 року, за п’ять місяців до випуску, він отримав позитивні відгуки і ряд престижних нагород, включаючи CNET Best in Show, Best in Category: Cell Phones & Smartphones, і People's Voice for CES 2009. Palm Pre страждав від численних проблем із якістю збірки. Механізм повзунка був розслабленим і міг хитатися, проблема, яка стала відомою користувачами як «Oreo Twist». Palm намагався вирішити проблему в Pre Plus, зробивши механізм повзунка міцнішим. Вигнутий пластиковий екран здавався делікатним, іноді тріскався від того, що він був у кишені, і були повідомлення про несправні роз’єми для навушників. На Palm Pre Plus символи іноді з’являлися двічі під час введення тексту, хоча користувач натискав клавішу лише один раз. Багато оглядів відзначали погану якість збірки телефонів. У другому відкритому листі Engadget до Palm вони посилалися на «апаратні проблеми, які мучили Pre, без зовнішнього визнання чи поспіху виправляти».
Загальні продажі були скромними з самого початку. Користувачі висловили велике занепокоєння з приводу повільних темпів випуску нових версій webOS і відсутності істотно покращених пристроїв. Коментарі критикували тривалу затримку випуску обіцяної програми Flash, нефункціональну обробку документів, припущення про те, що може лежати в основі технологічних або бізнес-причин повільного випуску оновлення webOS 2 для існуючих телефонів, а також занепокоєння, що, коли врешті-решт буде випущено, оновлення webOS 2 було б несумісним з емуляцією Palm OS. Думка ЗМІ у грудні 2010 р. не викликала ентузіазму. Незважаючи на те, що це був найшвидкійший продаваємий мобільний телефон в історії Sprint, Pre був описаний як лебедина пісня Palm, оскільки продажів було недостатньо, щоб утримати компанію на плаву, що призвело до його придбання HP. Тим не менш, один журналіст написав, що він все ще вважає Pre інноваційним навіть через десять років після його запуску.